# Rhyme & Reason
Rhyme & Reason è il secondo album in studio del gruppo new wave statunitense Missing Persons, pubblicato nel 1984.

## Tracce
1. The Closer That You Get
2. Give
3. Now Is the Time (For Love)
4. Surrender Your Heart
5. Clandestine People
6. Right Now
7. All Fall Down
8. Racing Against Time
9. Waiting for a Million Years
10. If Only for the Moment

## Formazione
- Dale Bozzio – voce
- Terry Bozzio – voce, synth, batteria, percussioni
- Warren Cuccurullo – chitarra, voce
- Chuck Wild – synth, tastiera
- Patrick O'Hearn – basso, synth